# Compianto sul Cristo morto (Plautilla Nelli)
Il Compianto sul Cristo morto o Lamentazione è un dipinto che la suora domenicana Plautilla Nelli ha realizzato per la chiesa del convento, dove viveva in clausura.

## Descrizione e storia
Le poche notizie biografiche sull'opera sono tratte dal Vasari che elogia suor Plautilla Nelli, dichiarandola virtuosa nell'arte della pittura. Questo suo dipinto era stato ideato come pala per un altare della chiesa fiorentina di Santa Caterina da Siena, appartenente al convento domenicano dove suor Nelli viveva e che era stato fondato da un seguace di Savonarola.
La composizione della scena deriva dal dipinto di Fra Bartolomeo Lamentazione con santi (1511-1512), conservato oggi alla Galleria Palatina di Firenze e da cui probabilmente suor Nelli trasse uno schizzo, oppure un disegno. Ella aggiunse tuttavia tre figure, le due donne inginocchiate accanto a Maria Vergine e Nicodemo, in piedi, al centro, con le sue ricche vesti. Il corpo del Cristo è semi sdraiato sopra una fredda pietra squadrata che simboleggia la tomba e sostenuto da una figura maschile e non da Maria. I volti delle donne hanno maggiore realismo, esprimono dolore, molto più di quelli degli uomini. La Maddalena, inginocchiata e di profilo, bacia i piedi del Cristo.
Sullo sfondo si vede la città di Gerusalemme, cinta da solide mura turrite. Sul colle del Golgota, con le tre croci ormai vuote, vari personaggi, a piedi o a cavallo, percorrono i sentieri. Di fronte sta un'altra collina, con in cima una fortificazione. Il paesaggio s'impone per ampiezza e ricchezza di dettagli: grandi nubi sono in cielo e sullo sfondo c'è una cinta di colline azzurrine. 

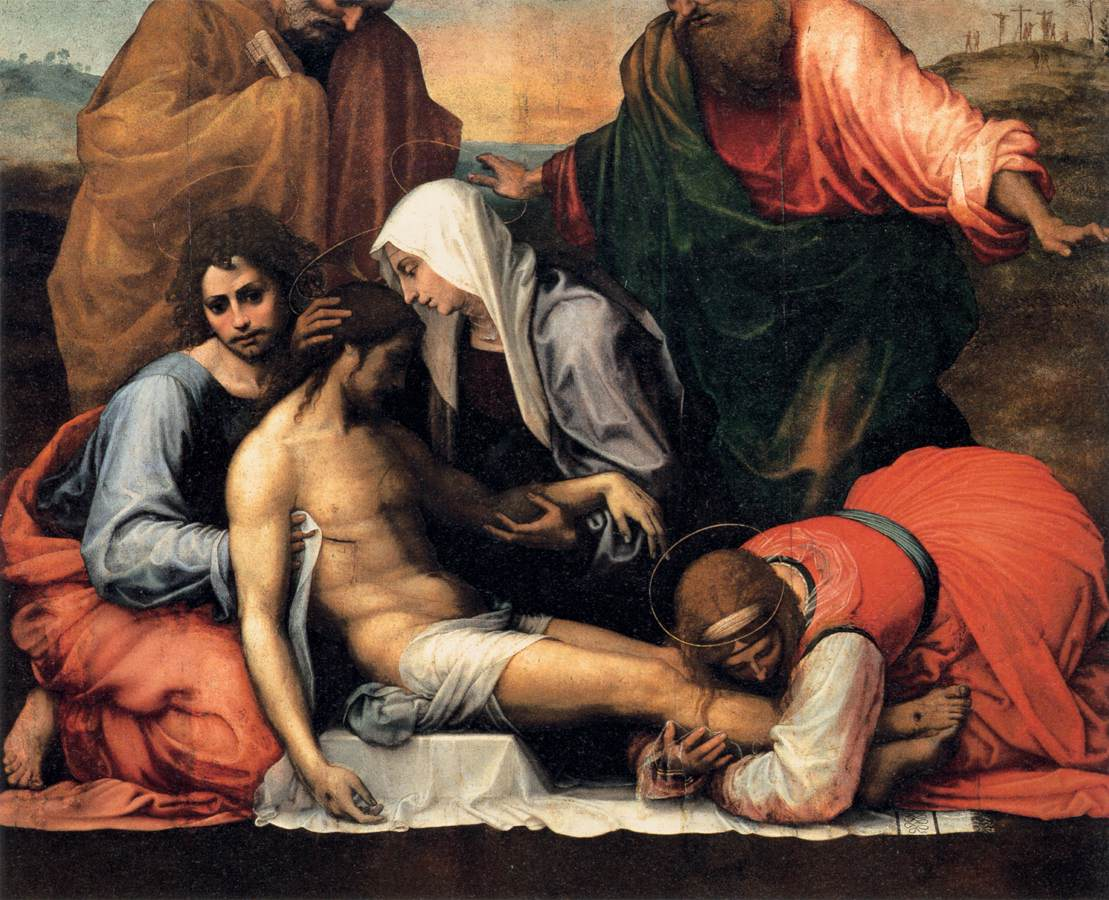
Fra Bartolomeo, Lamentazione

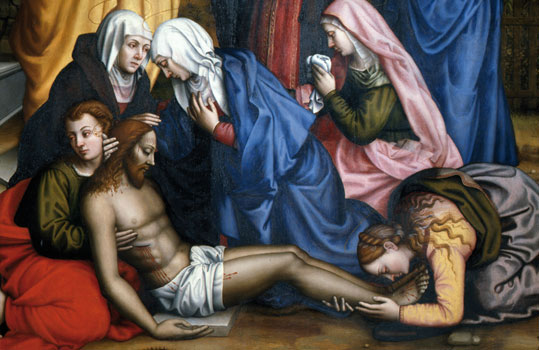
Plautilla Nelli, Compianto sul Cristo morto (part.)

Anche nell'Ultima Cena (Firenze, Convento della basilica di Santa Maria Novella) suor Nelli ha dato rilievo ai particolari, tra cui i cibi che sono in tavola (verdure amare e arrosti di agnello, per la Cena della vigilia di Pasqua - le monache avevano l'usanza di preparare  pietanze), le maioliche decorate e i vetri soffiati veneziani. Firmato: Suor Plautilla. Orate Pro Pictora, questo dipinto, per l'impostazione dei commensali, s'ispira al Cenacolo di Leonardo da Vinci. Nel 2017 è partita una gara per reperire fondi per restaurare di questo dipinto, di grandi proporzioni e con le figure a grandezza naturale.
Annibal Caro possedeva un'opera pittorica di suor Nelli e una Pentecoste, da lei dipinta, si trova nella basilica di San Domenico a Perugia, per cui fu realizzata. Opere assegnate a Plautilla Nelli - riscoperte e restaurate per la mostra che gli Uffizi le hanno dedicato nel 2017 - sono due grandi lunette su tavola con San Domenico e Santa Caterina, esposte al Cenacolo di San Salvi; una  Madonna addolorata che si trova  nei depositi di Palazzo Pitti e una Crocefissione è alla Certosa di Firenze. Allieva - come sostiene Giorgio Vasari - di Fra Paolino da Pistoia, Suor Plautilla, che diventò madre priora del suo convento, è stata anche abile miniaturista e ha curato un cenacolo di allieve pittrici, miniaturiste e ceramiste.